# Grottes des Fonds de Forêt
Les grottes des Fonds de Forêt, ou  de Fonds de Forêt, sont deux grottes voisines situées en Belgique, à Forêt, dans la commune de Trooz, dans la province de Liège, entre Liège et Verviers. Elles sont classées au Patrimoine immobilier exceptionnel de la Wallonie et ne se visitent pas.

## Situation
Situées au nord et en contrebas du village de Forêt, les entrées de ces deux grottes sont distantes entre elles de moins de 10 m et se trouvent sur une terrasse commune dominant d'une vingtaine de mètres le niveau du cours de la Magne, un affluent de la Vesdre. Ces cavités se situent dans un milieu boisé sur le versant sud-est et sur la rive gauche de la Magne, à environ 100 m de ce ruisseau. Le site naturel des Fonds de Forêt avoisine la carrière en activité du Bay-Bonnet qui exploite une trentaine d'hectares principalement sur le territoire de la commune d'Olne.

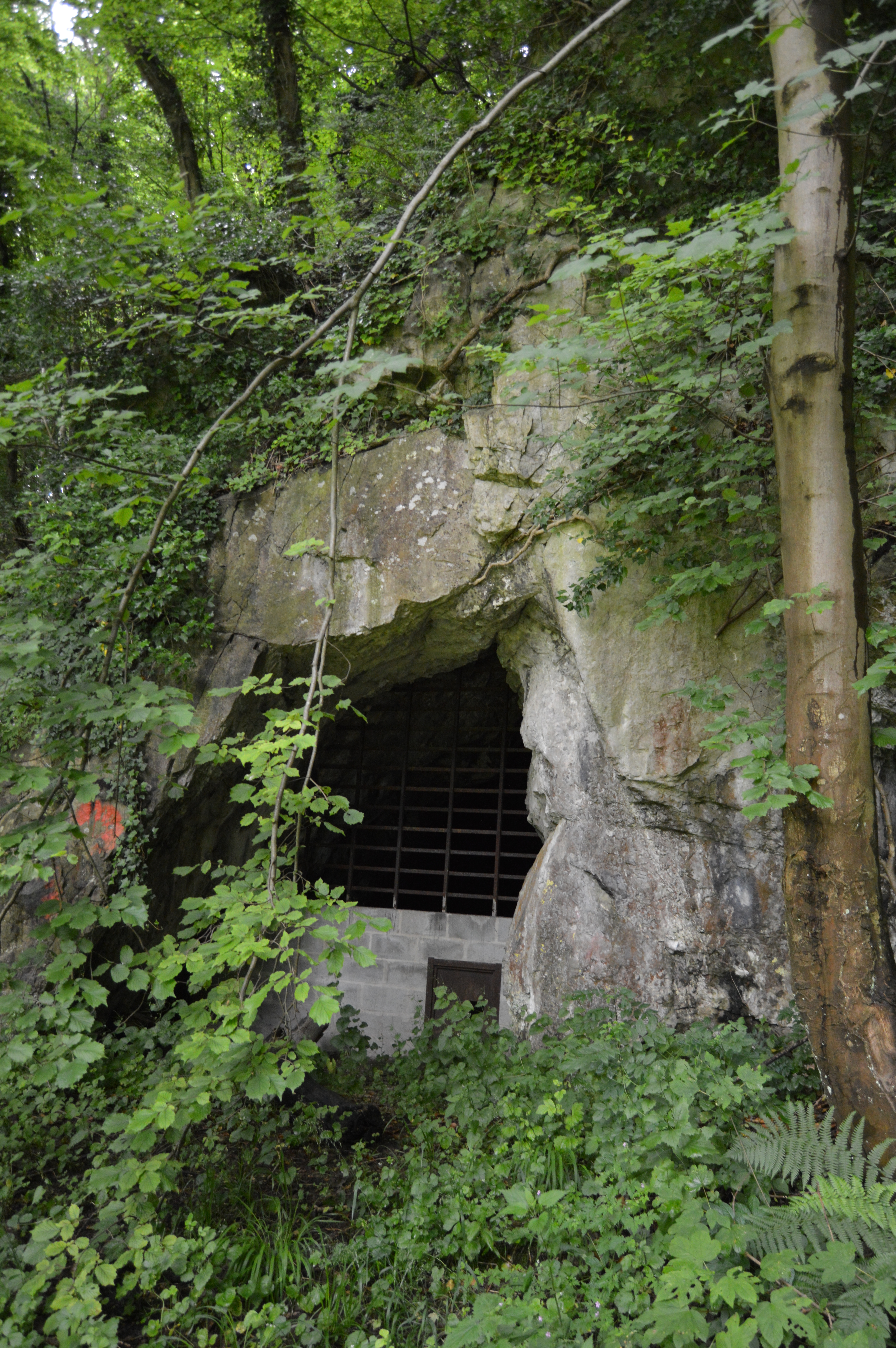
La grotte gauche (grotte 1)

## Géologie
Les roches de ces grottes datent de la période géologique du carbonifère mississippien et sont formées de calcaire viséen correspondant à un âge d'environ 330 à 346 millions d'années.

## Historique
En 1830, Philippe-Charles Schmerling entreprend les premières fouilles archéologiques et paléontologiques. Les fouilles suivantes reprennent en 1898. Elles sont réalisées par le docteur Tihon. D'autres fouilles sont encore menées entre 1906 à 1914 et de 1931 à 1933. Les fouilles, menées de 1985 à 1990, puis interrompues durant cinq ans, ont repris en avril 1996 grâce au soutien de la Région wallonne.

## Description
La grotte gauche (grotte 1) possède un large couloir débouchant dans une vaste salle à plafond oblique  de 45 m de développement alors que la grotte droite (grotte 2) compte une salle prolongée par un couloir de 25 m de dénivelé.

## Vestiges
Dans ces grottes, on a découvert de nombreux silex des époques moustérienne et magdalénienne, un pendeloque en os, ainsi qu'un fémur néandertalien à la fin du XIXe siècle.

## Protection
Le site des Fonds de Forêt est repris sur la liste du patrimoine immobilier classé de Trooz depuis le 20 juin 1949 et sur la liste du patrimoine immobilier exceptionnel de la Wallonie depuis 2009. En plus des deux grottes des Fonds de Forêt, ce site qui comprend aussi la grotte Walou et le trou Wuinant, est repris parmi les cavités souterraines d'intérêt scientifique et est répertorié comme site de grand intérêt biologique.